# Orenbúrgskoie
Orenbúrgskoie (en rus: Оренбургское) és un poble del krai de Khabàrovsk, a Rússia, que el 2012 tenia 741 habitants. Pertany al districte rural de Bikinski.